# Lucie Cousturier
Lucie Cousturier, născută Jeanne Lucie Brû, (n. 19 decembrie 1876, Paris, Île-de-France, Franța – d. 16 iunie 1925, Paris, Île-de-France, Franța)  a fost o pictoriță, scriitoare, eseistă și activistă anticolonială franceză.

## Biografie
Lucie Brû s-a născut într-o familie înstărită care deținea o fabrică de păpuși în Paris, Les Poupées Brû (numit după tatăl ei Léon Casimir Brû). De la vârsta de 14 ani, a devenit interesată de pictură. A studiat cu artiștii neoimpresionisti, Paul Signac și Henri-Edmond Cross. A pictat într-un stil apropiat de cel al acestor pictori și și-a dedicat studiile operelor lor. S-a căsătorit în 1900 cu Edmond Cousturier, pictor și critic de artă. A făcut parte din mișcarea neoimpresionistă și a expus la Salon des Indépendants în 1901. În 1906 a expus la Salon de la Libre Esthetique din Bruxelles și a prezentat tablouri la Berliner Secession din Berlin. Din 1906 până în 1913 au avut loc expoziții personale regulate. Începând cu 1911, a scris o serie de articole și monografii despre membrii importanți ai acestei mișcări (Georges Seurat, Paul Signac, Henri-Edmond Cross, Ker-Xavier Roussel⁠(d), Maurice Denis) care reprezintă mărturii de primă mână ale stăpânirii sale asupra teoriei picturii neoimpresioniste și care fac din ea cea mai importantă specialistă în această mișcare.
În timpul Primului Război Mondial, a locuit în Fréjus într-o casă pe care o cumpărase în 1913 „Les Parasols”, lângă care se aflau taberele pentru infanteriștii senegalezi, care stăteau acolo înainte de a pleca pe front. A vizitat taberele și a decis să îmbunătățească cunoștințele de limbă franceză ale soldaților. În acest scop, a organizat cursuri de alfabetizare la ea acasă, iar acest lucru a devenit tema unei povestiri Străini în casa mea pe care a publicat-o în 1920.
În 1921 și 1922, însărcinată de guvernul francez să studieze „mediul familial indigen și mai ales rolul femeii”, a călătorit în Africa de Vest franceză, de unde a adus numeroase picturi și trei noi cărți care relatează călătoria sa. Lucie Cousturier a fost o pionieră în acest domeniu, devansând alți intelectuali francezi precum André Gide (Voyage au Congo, 1927 și Retour du Tchad, 1928) sau Michel Leiris⁠(d) (L'Afrique Phantome, 1934). Portretele pe care le-a realizat erau departe de reprezentările stereotipice ale africanilor, fie nud, fie în costume autentice, care predominau la acea vreme. Revenită în Franța, a scris în Le Paria: „ziarul proletariatului negru și galben”, și și-a dedicat restul vieții luptei pentru emanciparea popoarelor de culoare.

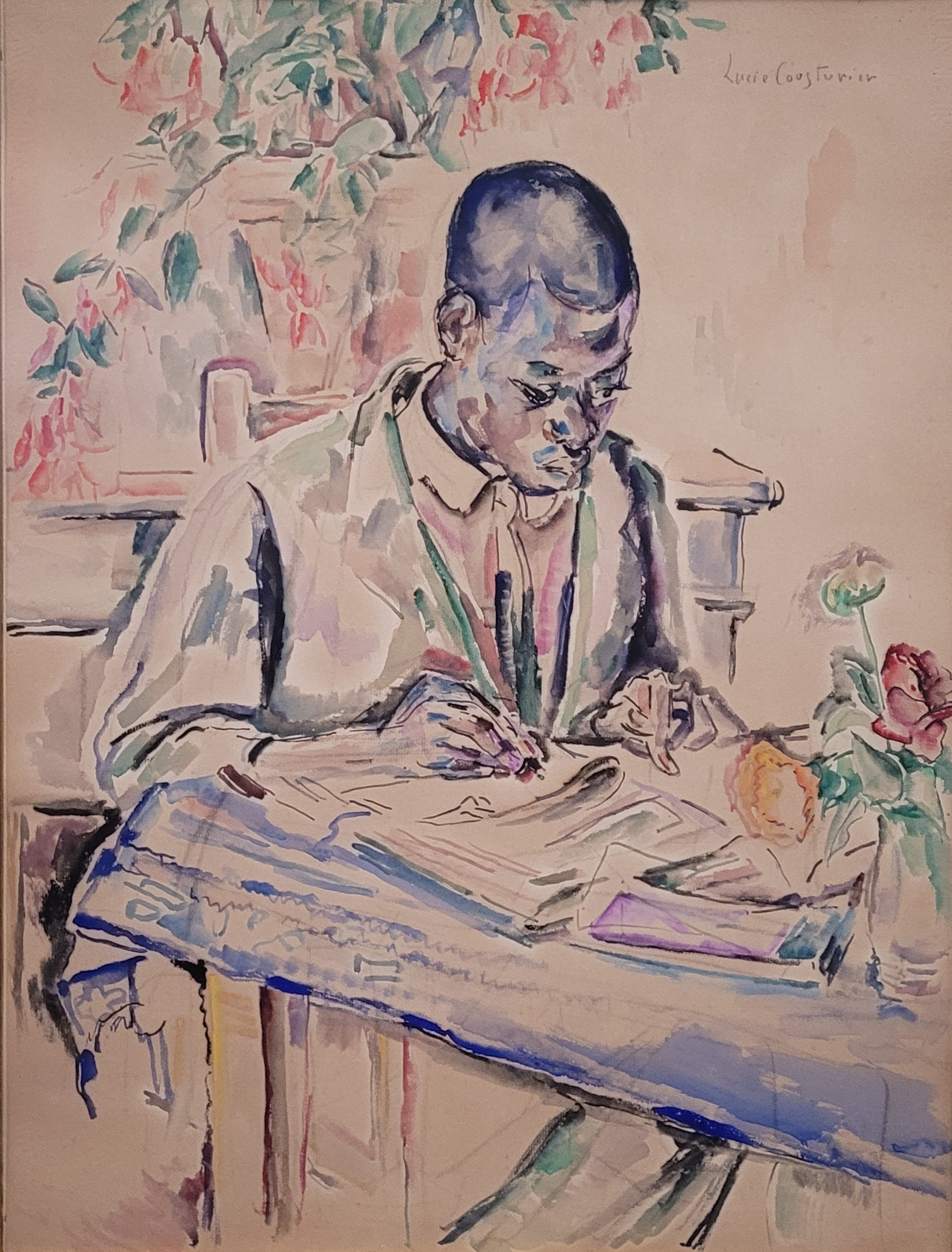
Bărbat negru scriind, acuarelă pictată între 1921 și 1924.

Lucrările sale au prezentat o varietate de teme, iar stilul său s-a schimbat de-a lungul vieții, trecând de la neoimpresionismul la acuarele spontane realizate în timpul călătoriilor sale.
Începută de tatăl ei - fără îndoială la sfatul fiicei sale - colecția Bru-Cousturier, pe care Lucie Cousturier a moștenit-o, includea piese importante din mișcarea neoimpresionistă, inclusiv faimosul tablou al lui Georges Seurat, O duminică după-amiază pe insula Grande Jatte, cumpărat de la familia Seurat în 1900 pentru 800 de franci. Tabloul a fost vândut în 1924 colecționarilor din Chicago Frederic Clay și Helen Birch Bartlett , apoi donată Institutului de Artă din Chicago doi ani mai târziu, cu o clauză care interzicea orice împrumut extern, cu excepția unei singure ocazii, care a avut loc în New York în 1958 cu ocazia unei retrospective Seurat organizată de directorii Institutului de Artă din Chicago și ai Muzeului de Artă Modernă, Daniel Catton Rich și René d'Harnoncourt.

## Lucrări

### Pictură
- Flori și fructe din Provence, 1890-1917, ulei pe pânză, Helsinki, Muzeul de Artă Ateneum [17]
- Bujori, 1900-1910, ulei pe lemn, Saint-Denis-de-la-Réunion, Muzeul Léon-Dierx [18]
- Jucării, 1903, Norfolk, Muzeul de Artă Chrysler [19]
- Autoportret, circa 1905-1910, ulei pe lemn, Muzeul de Artă din Indianapolis [20]
- Vază cu flori, ulei pe pânză, Minneapolis, Muzeul de Artă din Indianapolis
- Femeie croșetând, circa 1908, ulei pe pânză, Paris, Musée d'Orsay [21]
- Buchet de flori, 1910, ulei pe pânză, Köln, Muzeul Wallraf-Richartz și Fundația Corboud
- Flori, circa 1912, ulei pe pânză, Saint-Tropez, Musée de l'Annonciade [22]
- Femeie la toaleta sa, nedatat, ulei pe pânză, Beauvais, Musée de l'Oise [23]
- Plimbare în pădure, locație necunoscută[24]
- Masivul Jungfrau (seara), locație necunoscută [24]
- Saint-Tropez (eucalipt)”, locație necunoscută [24]
- Anthemis, locație necunoscută [24]
- Ardei și rodii, locație necunoscută [24]
- Bărbat negru scriind, 1921-1924, acuarelă pe hârtie, Saint-Tropez, muzeul Annonciade [25]

### Publicații
- Străini în casa mea, 1920 [26] .
- Pădurea Haut-Niger, 1923 [27] .
- Necunoscuții mei de acasă, prietena mea Fatou, oraș [28], Paris, F. Rieder and C, editori, 1925.
- Prietenul meu Soumaré, laptop, 1925.
- Seurat, Paris, 1926 [29] .
- K. X. Roussel , Paris, 1927 [30] .

## Expoziție
Este unul dintre artiștii prezenți în expoziția „Artiști călători, chemarea celor îndepărtați – 1880-1944” la Palais Lumière din Évian apoi la muzeul Pont-Aven în 2023.